# Suore missionarie dell'apostolato cattolico
Le Suore Missionarie dell'Apostolato Cattolico (in latino Congregatio Sororum Missionariarum Apostolatus Catholici) sono un istituto religioso femminile di diritto pontificio: le appartenenti a questa congregazione, dette comunemente Pallottine, pospongono al loro nome la sigla S.A.C.

## Storia

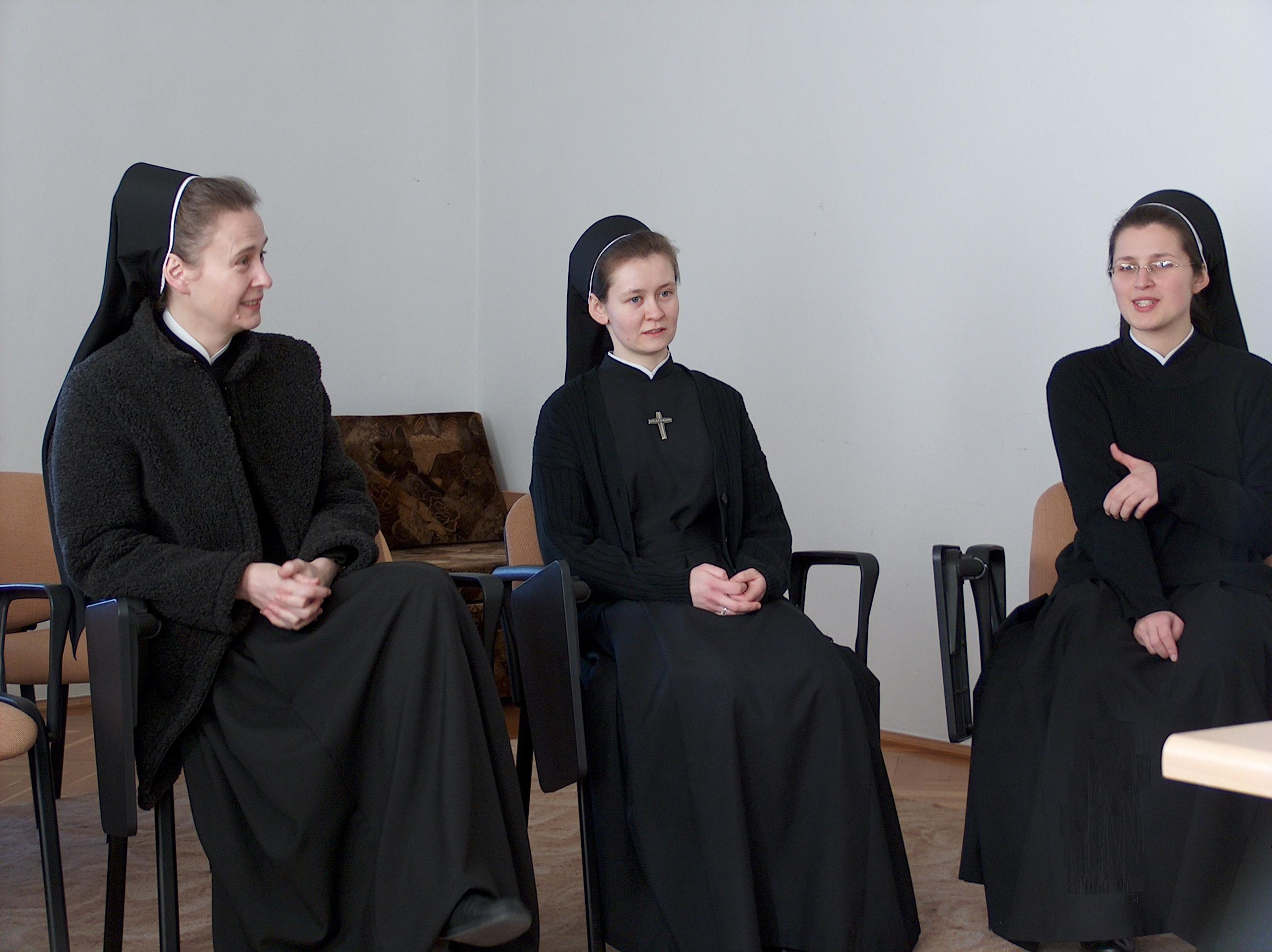
Suore Missionarie dell'Apostolato Cattolico in Polonia

La congregazione deriva da quella delle Suore dell'Apostolato Cattolico, fondata a Roma da Vincenzo Pallotti (1795-1850): nel 1892 le religiose aprirono a Roma un seminario apostolico per le missioni in Camerun, all'epoca possedimento tedesco, e nel 1895 le suore originarie della Germania si ritirarono a Limburg an der Lahn, in Assia, dove si svilupparono come ramo autonomo.
Le suore del ramo tedesco vennero erette in congregazione indipendente nel 1901 dal vescovo di Limburg: dopo la prima guerra mondiale, a causa della perdita del Camerun da parte della Germania, le religiose iniziarono a diffondersi in altri paesi.
Le Suore Missionarie dell'Apostolato Cattolico ottennero il pontificio decreto di lode il 13 luglio 1964.

## Attività e diffusione
Le religiose si dedicano essenzialmente all'apostolato missionario.
Sono presenti in Europa (Bielorussia, Francia, Germania, Italia, Polonia, Regno Unito, Svizzera, Ucraina), in Africa (Camerun, Repubblica Democratica del Congo, Ruanda, Sudafrica, Tanzania), nelle Americhe (Belize, Brasile, Stati Uniti d'America) e in Asia (India, Siberia); la sede generalizia, dal 1968, è a Roma, in via delle Mura Aureliane.
Al 31 dicembre 2008 la congregazione contava 605 religiose in 79 case.